# Masahiro Sugiura

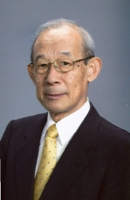
Masahiro Sugiura, 2009

Masahiro Sugiura (jap. 杉浦 昌弘, Sugiura Masahiro; * 25. September 1936 in Okazaki) ist ein japanischer Molekulargenetiker.

## Leben
Sugiura wuchs in Kota auf und studierte ab 1956 an der Universität Nagoya Biologie. Ab 1963 forschte er an der University of Illinois und 1965/66 an der University of California, San Diego (UCSD). Danach war er Assistent an den Universitäten Hiroshima und Kyoto und 1972 bis 1982 Laborleiter am Nationalen Institut für Genetik in Mishima. 1982 wurde er Professor an der Universität Nagoya, an der er 1986 bis zu seiner Emeritierung 2000 das Zentrum für Genforschung leitete. 2000 bis 2005 war er Dekan und Professor an der Städtischen Universität Nagoya, ab 2005 als Professor Emeritus. Ab 2010 war er University Professor an der Universität Nagoya.
Er war Gastprofessor in München, Straßburg, an der Fudan-Universität in Shanghai (an der er Ehrenprofessor ist), an der University of California, San Diego und am Institut für Immunologie Basel.

## Werk
Ihm gelang die erste Sequenzanalyse eines Chloroplasten-Genoms. Er sequenzierte diese bei mehreren höheren Pflanzen (insbesondere mit der Tabakpflanze als Modell). Die Arbeiten dauerten dazu zehn Jahre, begannen Ende der 1970er Jahre und gingen bis 1986 (Veröffentlichung der Nukleotidsequenz) und ermöglichten neue Erkenntnisse über das Photosynthese-System auf Basis des Genoms, in dem dessen Bausteine kodiert sind. Die Arbeiten waren auch ein Vorgriff und eine Motivation für die Gensequenzierungsprojekte ab den 1990er Jahren, da sie zeigten, dass eine Gesamtsequenzierung effizienter als die Einzelsuche nach interessanten Genen war. Anschließend studierte er mit seiner Gruppe die molekularen Mechanismen der Gensequenzierung in Chloroplasten.

## Ehrungen, Mitgliedschaften, Herausgeberschaft
1991 erhielt er die Gregor-Mendel-Medaille. Er ist Ehrenmitglied der Genetic Society of Japan, deren Kihara-Preis er 1997 erhielt. 2004 erhielt er den Japanese Society of Plant Physiologists Award, 2007 den Midori no Gakujutsushō (Green Science Prize) des japanischen Premierministers, 2009 wurde er zur Person mit besonderen kulturellen Verdiensten ernannt und 2011 den Orden des Heiligen Schatzes, 1. Klasse.
1985 bis 1990 war er im Herausgebergremium von Plant Molecular Biology und 1984 bis 2007 in dem von Plant Science. Ab 1993 war er Herausgeber von DNA Research. 1997 bis 2004 war er einer der Herausgeber des European Journal of Biochemistry.
1998 bis 2004 war er Präsident der International Society of Endocytobiology.

## Schriften
- The chloroplast chromosomes in land plants. Annu. Rev. Cell Biol., 5, 1989, S. 51–70
- mit anderen: Evolution and mechanism of translation in chloroplasts. Annu. Rev. Genetics, Band 32, 1998, S. 437–459
- From plastid to cyanobacterial genomes, in: G. A. Peschek, W. Löffelhardt, G. Schmetterer, The Phototrophic Prokaryotes, Kluwer 1999, S. 411–420
- History of chloroplast genomics, Photosynthesis Research (Historical Highlights of Photosynthesis Research, Part 2), Band 76, 2003, S. 371–377
- RNA Editing in Chloroplasts, in: H. U. Goringer, RNA Editing, Springer Verlag 2008, S. 125–144
- Translation in chloroplasts of flowering plants, in A.-M. Duchene u. a., Translation in Mitochondria and Other Organelles, Springer Verlag 2013, S. 207–224
- Plastid mRNA translation, in: P. Maliga, Chloroplast Biotechnology: Methods and Protocols, Methods in Molecular Biology,  Band 1132, Springer Verlag 2014, S. 73–91